# Pirámide G3-a
G3-a (también G3a, G3 c, GIIIa) es una de las tres pirámides compañeras de la Pirámide de Menkaura. Se encuentra en el lado sur de la pirámide de Menkaura en la Necrópolis de Giza. Es la más oriental de las tres pirámides de las reinas. La pirámide fue construida durante la IV Dinastía de Egipto, presumiblemente para una de las esposas de Menkaura.
Es una verdadera pirámide, con una base de 44 metros cuadrados; su altura original era de 28,4 metros. La estructura tiene una cámara en forma de T excavada en el lecho de roca, a la que se abre una entrada en la cara norte de la estructura.

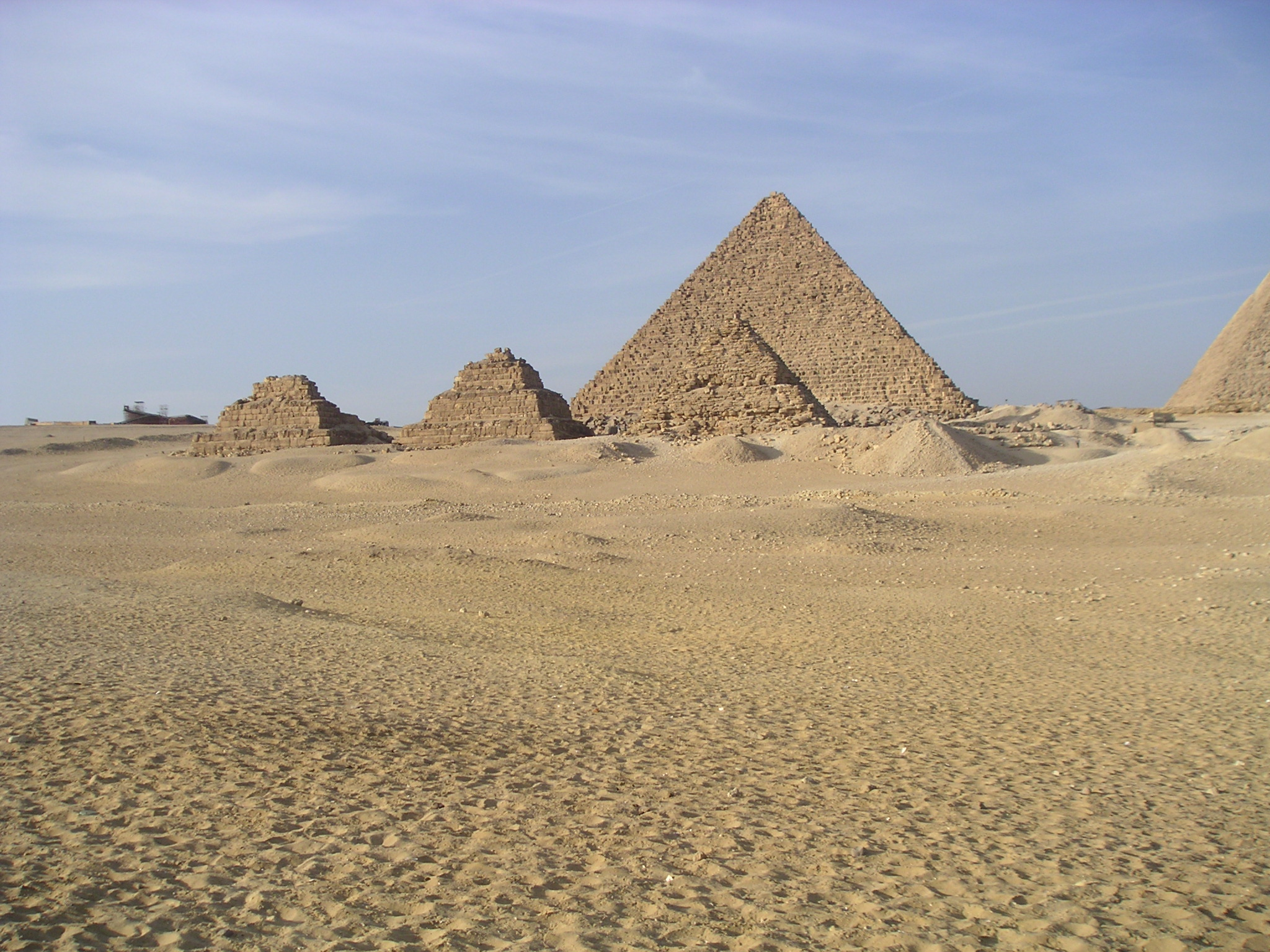
Las pirámides compañeras, con la Pirámide de Menkaure (Micerino) al fondo. La pirámide G3-a es la más a la derecha de las tres pirámides pequeñas.

## Investigaciones arqueológicas
El arqueólogo estadounidense Mark Lehner sostiene que esto es similar a la disposición de un satélite o pirámide ka. Sin embargo, el hecho de que la estructura alguna vez contuviera un sarcófago de granito rosa ha llevado a los estudiosos a especular que pudo haber sido reutilizado como tumba funeraria de una reina, o que sirvió como capilla donde se momificó el cuerpo de Menkaure. 
El arqueólogo estadounidense George Andrew Reisner estaba «seguro» de que la estructura albergaba a Khamerernebty II, pero esto está lejos de ser seguro.